# Centre des arts de la scène Jean-Besré
 (août 2025).
Motif : absence de sources secondaires centrées, pérennes, indépendantes et de qualité
- Archive Wikiwix
- Bing
- Cairn
- DuckDuckGo
- E. Universalis
- Gallica
- Google
- G. Books
- G. News
- G. Scholar
- Persée
- Qwant
- (zh) Baidu
- (ru) Yandex
- (wd) trouver des œuvres sur Wikidata

| 1. | Préciser le motif de la pose du bandeau. | Précisez le motif de la pose du bandeau en utilisant la syntaxe suivante : {{admissibilité à vérifier\|date=août 2025\|motif=remplacez ce texte par le motif}}                                              |
| 2. | Informer les utilisateurs concernés.     | Pensez à avertir le créateur de l'article, par exemple, en insérant le code ci-dessous sur sa page de discussion : {{subst:avertissement admissibilité à vérifier\|Centre des arts de la scène Jean-Besré}} |

Résidence
Le Centre des arts de la scène Jean-Besré (ou CASJB) est un centre consacré au théâtre et à la danse situé à Sherbrooke, Québec (Canada).

## Organismes résidents
- Compagnie de danse Axile
- Compagnie de danse Sursaut
- LaboKracBoom
- Les Productions Traces et Souvenances
- Théâtre du Double signe
- Théâtre des Petites lanternes
- Petit Théâtre de Sherbrooke
- ZemmourBallet

## Anciens organismes résidents
- Les Productions Sac-À-Malices
- Théâtre Turc Gobeurs d'Opium
- Compagnie de musique/théâtre La Musiquetterie

## Historique
Initialement prévue pour 2003, l'inauguration du Centre des arts de la scène Jean-Besré a lieu le 24 janvier 2008. Le centre vient rendre hommage à l'acteur et scénariste sherbrookois Jean Besré, mort le 14 mars 2001.
La construction du centre a débuté le 10 novembre 2006. Le design du centre a été confié à la firme d’architectes Saucier et Perrotte à la suite d'un concours d'architecture.
Le coût total du projet s'élève à 5,1 M$. 2 M$ furent versés par le Gouvernement du Québec. Le reste de la facture a été payé par la ville de Sherbrooke,.

## Prix
- 2008 : Prix Culture et Développement remis à la ville de Sherbrooke lors du 21e colloque Les Arts et la Ville